# Falcataria falcata
La albizia de las Molucas (Falcataria falcata) es una especie de árbol de rápido crecimiento de la familia Fabaceae.

## Taxonomía
La especie fue descrita inicialmente como Adenanthera falcata por Carlos Linneo y publicado en  Herbarium Amboinense 14, en 1754, actualmente es tanto un sinónimo como el basónimo de esta; y ulteriormente, sería transferida al género Falcataria por Werner Rodolfo Greuter y Rosa Rankin en Espermatófitos de Cuba: Inventario Preliminar XII, en 2016.

#### Etimología
Ver: Falcataria
falcata: epíteto latino que significa "con forma de hoz", en referencia a la forma de las hojas.